# Пучков, Николай Георгиевич (кинооператор)
Николай Георгиевич Пучко́в (21 февраля 1939 — 5 сентября 2013) — советский и российский кинооператор. Лауреат Государственной премии СССР (1983).

## Биография
В 1975—1999 годах работал оператором-постановщиком ЦКДЮФ имени М. Горького.
Похоронен на Волковском кладбище в Мытищах.

## Семья
Сын — киноактёр Максим Пучков (1968—1998).
Дочь — Елена. (1965 - 2024)

## Творчество

### Фильмография
- 1978 — Злой дух Ямбуя
- 1980 — Однажды двадцать лет спустя
- 1981 — Праздники детства
- 1982 — За старым забором (короткометражный)
- 1983 — Воробей на льду
- 1984 — Парашютисты
- 1985 — Говорит Москва
- 1987 — Импровизация на тему биографии
- 1988 — Ёлки-палки!
- 1989 — Двое на голой земле
- 1991 — Иван Фёдоров (Откровение Иоанна Первопечатника — телевариант)
- 1993 — Альфонс
- 1993 — Супермен поневоле, или Эротический мутант
- 1996 — Агапэ
- 2007 — День выборов
- 2011 — Радуга[3]

## Награды
- Государственная премия СССР (1983) — за фильм «Праздники детства»
- Золотая медаль имени А. П. Довженко (1986) — за фильм «Говорит Москва».